# G. Kuchenbecker
Le G. kuchenbecker est un ancien canot de sauvetage  de la Deutsche Gesellschaft zur Rettung Schiffbrüchiger (Société allemande de sauvetage des naufragés (DGzRS)). Il a été construit au chantier naval Abeking & Rasmussen à Lemwerder en 1969. il est désormais ancré dans le vieux port de Büsum devenu le port-musée de Büsum.

## Historique
Le navire porte le nom de Günther Kuchenbecker, membre d'équipage du navire de sauvetage Adolph Bermpohl (de), décédé dans un grave accident en février 1967.

### Stationnement
De septembre 1969 à mai 1990, le G.Kuchenbecker était stationné à Maasholm, puis transféré à Sassnitz, où le navire fut en service jusqu'en août 1992. Après cela, il a été localisé à la station DGzRS de Darßer Ort jusqu'à sa mise hors service en avril 1997.
En mai 1997, le G. Kuchenbecker a été vendu au service islandais de sauvetage en mer et mis en service sous le nom de Sigurvin. En 2006, il a été mis hors service et est devenu une propriété privée.

### Copenhagen Suborbitals
En juin 2009, le navire gisait sur la jetée à côté de la station de sauvetage dans le port de Reykjavik, où les navires du Reykjavík Maritime Museum (en) sont également amarrés.
En novembre 2012, le navire a été acquis par l'organisation à but non lucratif Copenhagen Suborbitals  pour servir de navire de contrôle de mission et de soutien au lancement en mer de fusées. Le navire a été nommé  Vostok, le nom de la fusée qui a transporté le premier homme dans l'espace.

### Préservation
À la fin de 2017, le Vostok a été vendu à un collectionneur de navires au Jutland. [4]
Ayant repris son nom d'origine, le  G.Kuchenbecker est dans le port-musée de Büsum depuis le 12 juillet 2019, à titre privé.
En juin 2003, il a été remis à l'Association Museumshafen Büsum et se trouve depuis lors dans le port-musée. Une fois par an, l'association l'utilise pour une croisière en baie de Heligoland.

## Galerie

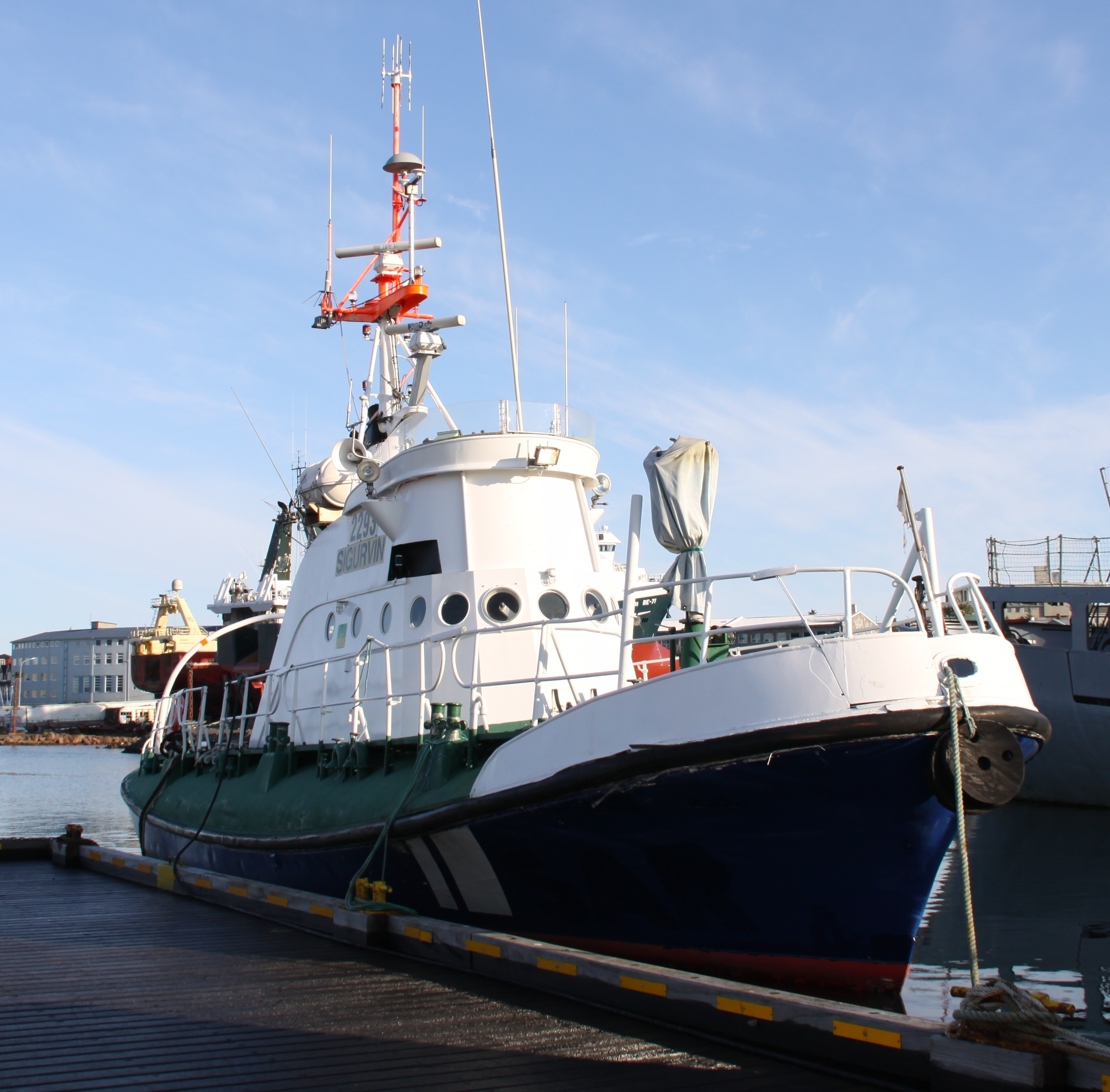
Sigurwin en 2009
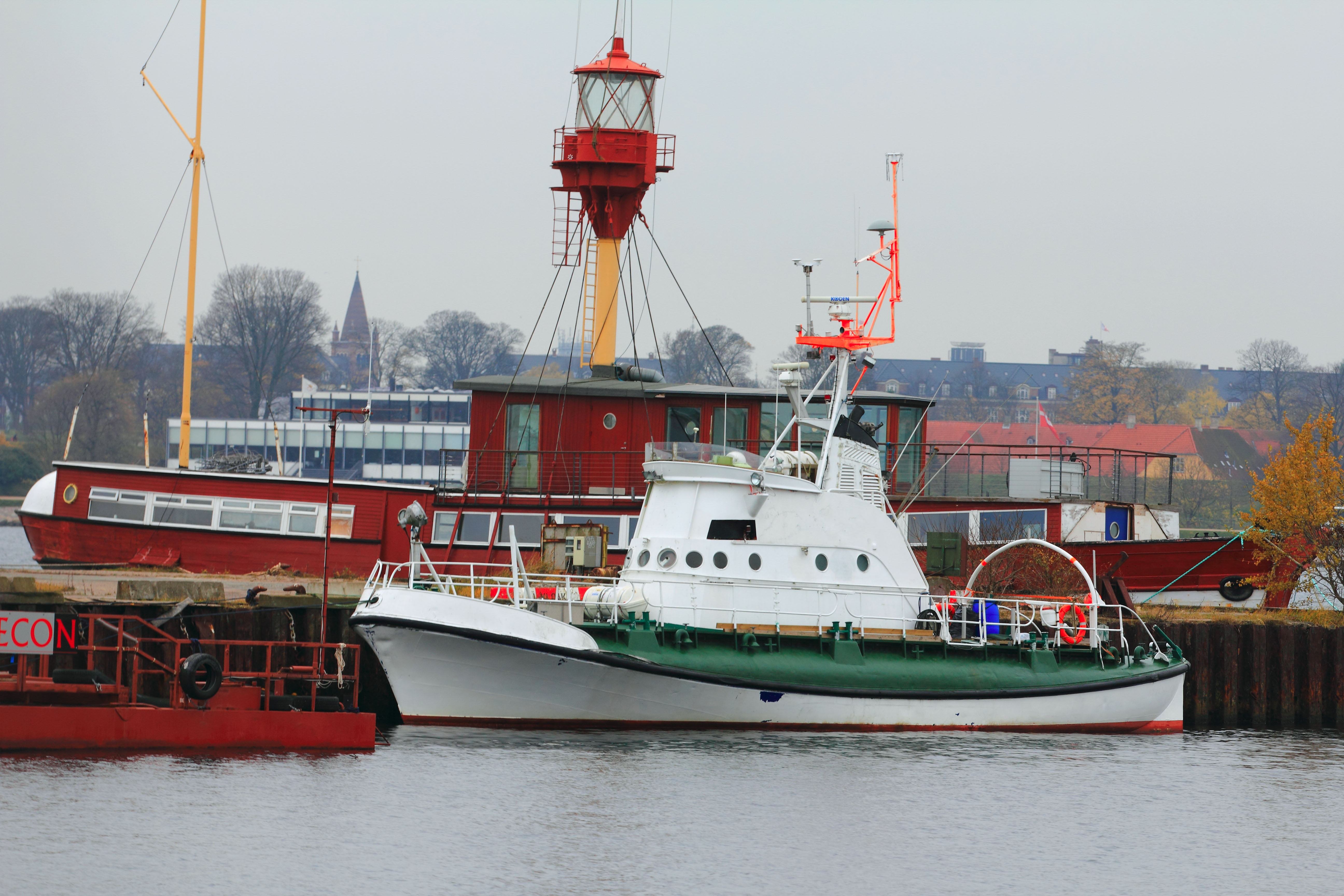
Vostok
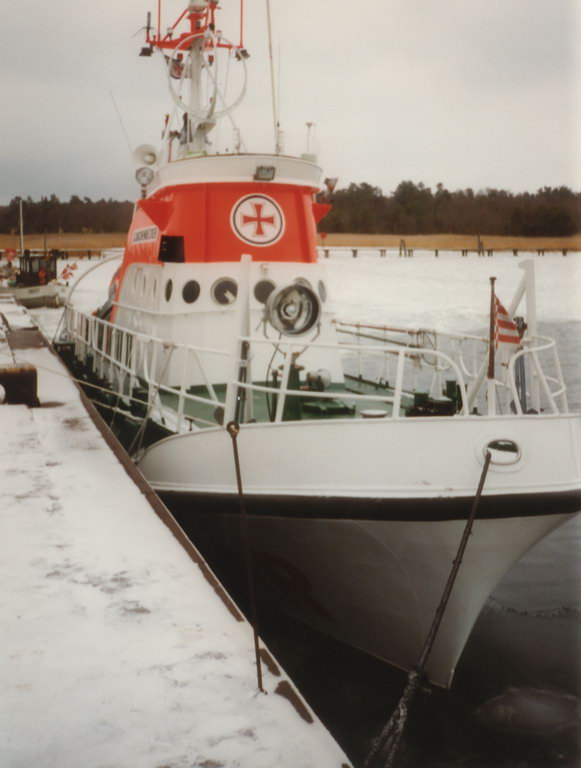
SRK G. Buchenbecker en 1997